# Xochitlicue
Xochitlicue (del náhuatl: Xochitlikweh ‘la que tiene su falda de flores’‘xochitl, flor; i-, su; kweitl, falda’), según un culto contemporáneo difundido en la mexicanidad nacionalista y sin fundamento en las fuentes históricas, es supuestamente diosa de la fertilidad, de la vida y de la muerte y guía del renacimiento. De acuerdo con estas creencias contemporáneas es hermana de Coatlicue y Chimalma. Con Ehécatl sería supuestamente la madre gestante de los dioses gemelos Xochiquétzal y Xochipilli.